# Litil Devil
Litil Devil is een videospel voor het platform Philips CD-i. Het spel werd uitgebracht in 1995. 